# Katrin Tempel
Katrin Tempel (* 1967 in Düsseldorf) ist eine deutsche Schriftstellerin und Journalistin.

## Leben
Katrin Tempel (geb. als Katrin Kaiser) wuchs als Tochter des Sportjournalisten Ulrich Kaiser in München auf. Nach dem Abitur studierte sie Geschichte, Politik und Kommunikationswissenschaften in Münster und München. Beruflich wurde sie Journalistin und Chefredakteurin diverser Zeitschriften, darunter die TV-Zeitschriften „TVpiccolino“ und „TV für mich“ sowie die Landzeitschrift „LandIDEE“.  Von 2005 bis 2022 war Tempel zudem Gesellschafterin und Mit-Geschäftsführerin des Redaktionsbüros Blattgold GmbH. Seit 2004 schrieb sie zunächst Kinder- und Jugendbücher noch unter ihrem Geburtsnamen für den Franz Schneider Verlag, später vor allem historische Romane mit teils fiktionalen Charakter. Mit Torsten Dewi schrieb Tempel gemeinsam das Drehbuch für den ZDF-Zweiteiler „Dr. Hope“ (2010). Unter dem Pseudonym Emma Temple schreibt sie exotische Belletristik. Seit September 2022 ist sie Chefredakteurin der Landtitel im Burda Verlag.
Katrin Tempel heiratete 2008, hat eine Tochter und wohnt in Bad Dürkheim.

## Werke

### Werke als Katrin Tempel
- Apfelblütenjahre. Piper 2021, ISBN 978-3-492-06269-5.
- Bewährte Hausmittel neu entdecken. Piper 2020, ISBN 978-3-492-31516-6.
- Wilde Horde 3, Seelenpferde. Hamburg, Carlsen 2020, ISBN 978-3-551-65086-3.
- Wilde Horde 2, Pferdeflüstern. Hamburg, Carlsen 2019, ISBN 978-3-646-93014-6.
- Über dem Meer die Freiheit, Roman. Piper 2019, ISBN 978-3-492-31419-0.
- Das Novembermädchen, Roman. Piper 2018, ISBN 978-3-492-30741-3.
- Wilde Horde 1, Die Pferde im Wald. Hamburg, Carlsen 2018, ISBN 978-3-551-65084-9.
- Rosmarinträume, Roman. Piper 2016, ISBN 978-3-492-97182-9.
- Mandeljahre, Roman. Piper 2015, ISBN 978-3-492-30497-9.
- Holunderliebe, Roman. Piper 2013, ISBN 978-3-492-30040-7.
- Stillst du noch oder lebst du schon, Roman. Piper 2011, ISBN 978-3-492-26466-2.
- Stillen und Chillen, Roman. Piper 2010, ISBN 978-3-492-25903-3.
- Dr. Hope – Eine Frau gibt nicht auf: Deutschlands erste Ärztin. Piper 2009, ISBN 978-3-492-25488-5.

### Werke als Emma Temple
- Die Nebel von Connemara, Roman. Piper 2014. ISBN 978-3-492-30361-3.
- Im Land des Silberfarns, Ein Neuseeland-Roman (Im Land der tausend Wolken, Band 3). Piper 2013, ISBN 978-3-492-27442-5
- Der Gesang des Maori, Ein Neuseeland-Roman (Im Land der tausend Wolken Band 2). Piper 2012, ISBN 978-3-492-27312-1.
- Der Tanz des Maori, Ein Neuseeland-Roman (Im Land der tausend Wolken, Band 1). Piper 2010, ISBN 978-3-492-25932-3.

### Werke als Katrin Kaiser
- Die Pferdeklinik, Band 07: Sarahs irischer Sommer. Schneiderbuch 2009, ISBN 978-3-505-12640-6.
- Die Pferdeklinik, Band 06: Sprung ins Glück, Schneiderbuch 2009, ISBN 978-3-505-12522-5.
- Die Pferdeklinik, Band 05: Große Hoffnungen. Schneiderbuch 2008, ISBN 978-3-505-12477-8.
- Die Pferdeklinik, Band 04: Ein aufregendes Rennen. Schneiderbuch 2008, ISBN 978-3-505-12440-2.
- Meredith Michaels-Beerbaum: Pferde sind mein Leben. Schneiderbuch, 2008, ISBN 978-3-505-12523-2.
- Die Pferdeklinik, Band 03: Im Schatten der Nacht, Schneiderbuch 2007, ISBN 978-3-505-12370-2
- Die Pferdeklinik, Band 02: Freundinnen forever, Schneiderbuch 2007, ISBN 978-3-505-12303-0.
- Die Pferdeklinik, Band 01: Ein stürmischer Sommer. Schneiderbuch 2007, ISBN 978-3-505-12302-3.
- Der Andalusier: Babieca – Das Pferd des El Cid. Schneiderbuch 2006, ISBN 978-3-505-12281-1.
- Die schwarze Reiterin: Mary Stuart und Black Agnes. Schneiderbuch 2006, ISBN 978-3-505-12247-7.
- Das Königspferd: Der Hengst Alexanders des Grossen. Schneiderbuch 2005, ISBN 978-3-505-12200-2.